# John Grimek
John Carroll Grimek (17. června 1910 Perth Amboy, New Jersey – 20. listopadu 1998 York, Pennsylvania) byl americký kulturista slovenského původu.

## Biografie
Narodil se v rodině slovenských vystěhovalců. Byl Sandowým pokračovatelem s nemenšími zásluhami o rozvoj kulturistiky především v USA a patřil mezi nejvšestrannější těžké atlety světa první poloviny 20. století. Obdržel tituly Mr. America 1940, 1941 a Mr. Universe 1948. V 60. letech byl nejuznávanějším odborníkem v otázce pózování a působil jako redaktor amerického kulturistického odborného časopisu Boba Hoffmana Muscular Development. V průběhu své kariéry získal přezdívky "The Monarch of Muscledom" a "The Glow."